# Karol Mańka
Karol Henryk Mańka (ur. 7 stycznia 1915 w Wyrach, zm. 29 października 2003) – polski botanik, leśnik i fitopatolog, profesor zwyczajny, członek rzeczywisty Polskiej Akademii Nauk, doktor honoris causa Akademii Rolniczej w Poznaniu.

## Życiorys
Karol Mańka ukończył gimnazjum w Mikołowie i, w latach 1934–1938, studia na Wydziale Rolniczo-Leśnym Uniwersytetu Poznańskiego. Po uzyskaniu dyplomu podjął pracę w Państwowej Szkole Ogrodnictwa w Poznaniu. Po kampanii wrześniowej powrócił w rodzinne strony. W 1940 roku, za odmowę podpisania volkslisty, został aresztowany i osadzony w obozie koncentracyjnym Dachau, następnie Sachsenhausen. Zwolniony pod koniec 1940 roku, do końca wojny pracował jako robotnik leśny w okolicach Wałbrzycha.
W 1945 roku przez pewien okres pracował w Państwowym Nadleśnictwie w Pszczynie, później w Leśnym Ośrodku Szkoleniowym w Kuźni Nieborowskiej. Następnie, na propozycję swojego byłego promotora, profesora Karola Zaleskiego, objął stanowisko starszego asystenta w Zakładzie Chorób Roślin Katedry Botaniki Ogólnej i Fitopatologii Uniwersytetu Poznańskiego. Stopień doktora nauk leśnych uzyskał w 1951 roku na podstawie pracy Badania terenowe i laboratoryjne nad opieńką miodową Armillaria mellea (Vahl. Quel). W 1954 roku otrzymał stanowisko docenta, kierownika Zakładu Fitopatologii Leśnej Wyższej Szkoły Rolniczej w Poznaniu.
Jego działalność naukowa koncentrowała się na fitopatologii. Badał między innymi przy pomocy opracowanej przez siebie metody korelacyjnej opieńkową zgniliznę korzeni drzew w świerczynach górskich w Beskidach, epifitozę holenderskiej choroby wiązów w Poznaniu, prowadził badania huby Phellinus pini i hub korzeniowych, zgorzeli siewek sosny oraz metod ochrony przed tymi chorobami. W 1960 roku uzyskał stypendium Fundacji Rockefellera. W latach 1961–1963, po odejściu na emeryturę profesora Zaleskiego, był kuratorem Katedry Fitopatologii Wydziału Ogrodniczego Wyższej Szkoły Rolniczej, w latach 1962–1966 także kierownikiem Zakładu Fitopatologii Rolnej w Instytucie Ochrony Roślin w Poznaniu. W 1963 roku otrzymał stopień profesora nadzwyczajnego. W latach 1963–1969 był prorektorem do spraw nauczania Akademii Rolniczej w Poznaniu. W 1969 roku został członkiem korespondentem Polskiej Akademii Nauk, w 1970 uzyskał tytuł profesora zwyczajnego. 
W 1971 roku z jego inicjatywy powstało Polskie Towarzystwo Fitopatologiczne, w którym przez 25 lat pełnił funkcję prezesa. Był też współzałożycielem pisma „Phytopatologia Polonica”. Jego dorobek naukowy obejmuje ponad 100 publikacji i artykułów, był także autorem podręcznika akademickiego Fitopatologia leśna. W 1980 roku został członkiem rzeczywistym Polskiej Akademii Nauk. Był odznaczony między innymi krzyżami Kawalerskim i Oficerskim Orderu Odrodzenia Polski, Medalem Komisji Edukacji Narodowej, Medalem im. Michała Oczapowskiego, Złotą Honorową Odznaką Polskiego Towarzystwa Leśnego oraz szwedzkim Medalem im. Karola Linneusza. W 1996 roku otrzymał tytuł doktora honoris causa Akademii Rolniczej w Poznaniu. Był także Honorowym Przewodniczącym Komitetu Nauk Leśnych Polskiej Akademii Nauk.
Zmarł 29 października 2003 roku i został pochowany na cmentarzu św. Jana Vianneya w Poznaniu.